# De Sprénger Echternach
De Sprénger Echternach ist ein Schachverein aus der luxemburgischen Stadt Echternach. Der deutschsprachige Name des Vereins lautet Schachklub Echternach, in luxemburgischer Sprache De Sprénger Iechternach. Der Verein ist dem Dachverband Fédération luxembourgeoise des échecs (FLDE) angeschlossen.
Der Verein wurde 1981 gegründet. Zu den größten Erfolgen von De Sprénger Echternach gehört der Gewinn der luxemburgischen Mannschaftsmeisterschaft, der Division nationale, in den Saisons 2004/05, 2005/06, 2008/09, 2010/11, 2012/13, 2014/15, 2015/16, 2017/18 und 2018/19, des Mannschaftspokals 2008 und 2009 sowie der Jugendlandesmeisterschaft 2010. An der europäischen Vereinsmeisterschaft, dem European Club Cup, nahm Echternach zum ersten Mal 1999 im bosnischen Bugojno teil, belegte in seiner Vorrundengruppe lediglich den vorletzten Platz. Die beste Gesamtplatzierung wurde 2014 mit dem 29. Platz in Bilbao erzielt.
Der Vorsitzendes des Vereinsvorstands ist der FIDE-Meister Serge Brittner. Vereinsheim ist das Jugendhaus Echternach an der Nationalstraße 10 (Rue Hoovelecker Buurchmauer).
Zu den bekannten Spielern, die für Echternach gespielt haben, gehören Christian Bauer, Slim Belkhodja, Alexander Berelowitsch, Igor Berezovsky, Yuri Boidman, Nicolas Brunner, Vadim Chernov, Norbert Coenen, Alberto David, Romain Édouard, Gennadij Ginsburg, Thorsten Michael Haub, Daniel Hausrath, Oleksandr Holoschtschapow, Mychajlo Holubjew, Robert Hübner, Andrei Istrățescu, Namiq Quliyev, Igor Khenkin, Ludger Körholz, Felix Levin, Christopher Noe, Elisabeth Pähtz, Thomas Pähtz, Richard Polaczek, Petar Popović, Matthias Röder, Gerhard Schebler, Hans-Hubert Sonntag, Andrij Sumez, Claude Wagener, Camille Wians und Michael Wiedenkeller.

## Schnellschachturnier

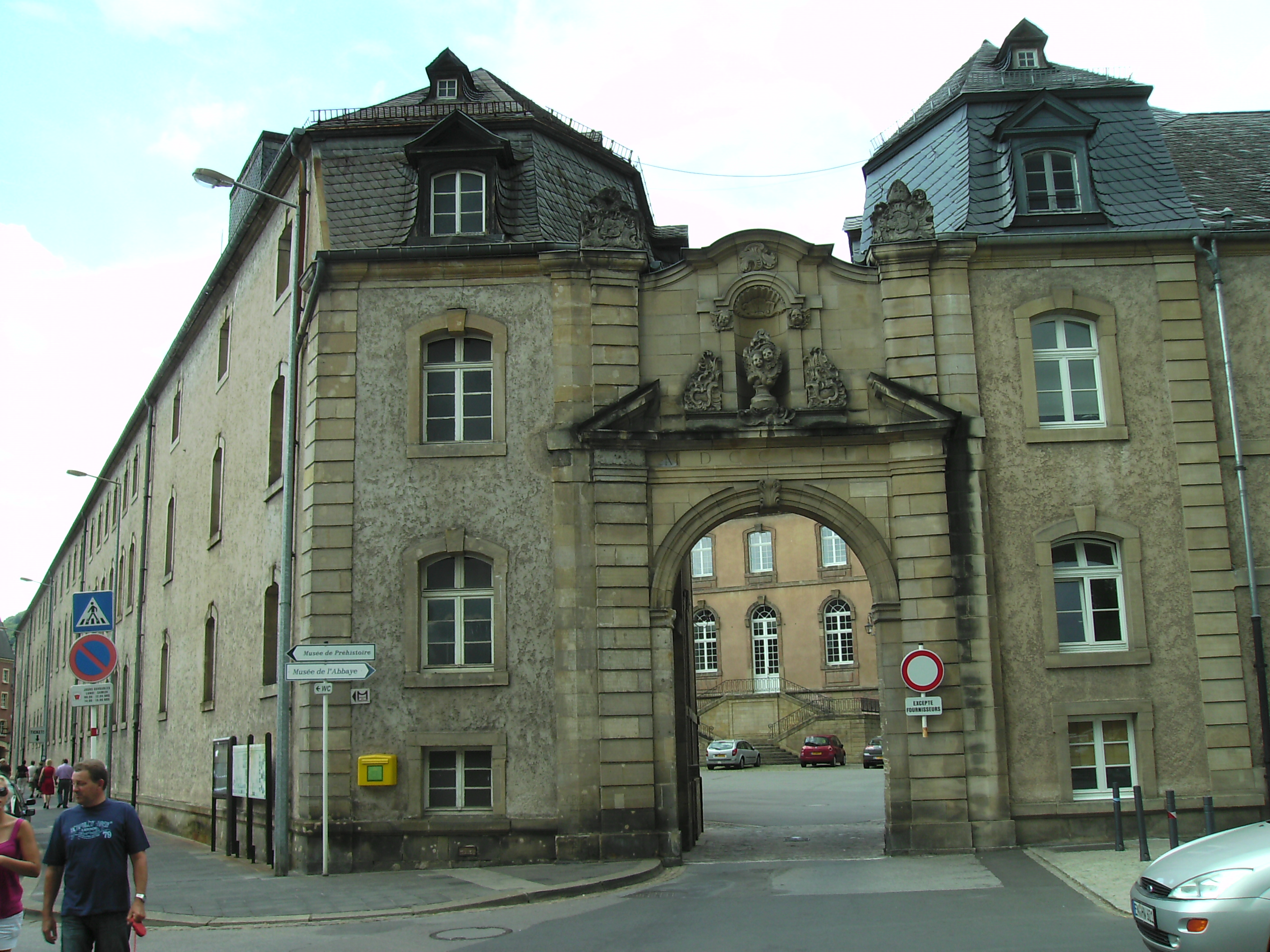
Eingangsportal der Reichsabtei Echternach, Veranstaltungsort des Opens

Seit 1994 richtet der Verein einmal im Jahr in der Reichsabtei Echternach, einem ehemaligen Benediktinerkloster aus dem 7. Jahrhundert, ein internationales offenes neunrundiges Schnellschachturnier aus, bei dem die Bedenkzeit 45 Minuten beträgt. Waren 1994 noch 64 Teilnehmer angemeldet, waren es 2004 schon 352.
| Jahr | 1. Platz                     | 2. Platz            | 3. Platz               |
| ---- | ---------------------------- | ------------------- | ---------------------- |
| 1994 | Fred Berend                  | Camille Wians       | Predrag Ostojić        |
| 1995 | Alexei Barsov                | Viesturs Meijers    | Tim Upton              |
| 1996 | Normunds Miezis              | Patrick Burkart     | Vladimir Chuchelov     |
| 1997 | Michail Gurewitsch           | Igor Khenkin        | Edvīns Ķeņģis          |
| 1998 | Michail Gurewitsch           | Vladimir Chuchelov  | Igor Khenkin           |
| 1999 | Simen Agdestein              | Vladimir Chuchelov  | Normunds Miezis        |
| 2000 | Sergey Tiviakov              | Vladimir Chuchelov  | Michał Krasenkow       |
| 2001 | Normunds Miezis              | Serhij Owsejewytsch | Christian Bauer        |
| 2002 | Wolodymyr Tukmakow           | Vadim Milov         | Igor Khenkin           |
| 2003 | Vadim Milov                  | Igor Khenkin        | Wolodymyr Tukakow      |
| 2004 | Leonid Kritz                 | Rustam Kasimjanov   | Vladimir Chuchelov     |
| 2005 | Vlastimil Jansa Slavko Cicak |                     | Alexander Berelowitsch |
| 2006 | Slavko Cicak                 | Igor Khenkin        | Zoltán Gyimesi         |
| 2007 | Zoltán Gyimesi               | Konstantin Landa    | Leonid Gofshtein       |
| 2008 | Michail Gurewitsch           | Konstantin Landa    | Daniel Fridman         |
| 2009 | Romain Édouard               | Ulf Andersson       | Dieter Morawietz       |
| 2010 | Romain Édouard               | Andrei Istrățescu   | Alexander Berelowitsch |
| 2011 | Igor Khenkin                 | Daniel Fridman      | Andrei Istrățescu      |
| 2012 | Daniel Fridman               | Romain Édouard      | Igor Khenkin           |
| 2013 | Andrei Istrățescu            | Tanguy Ringoir      | Igor Khenkin           |
| 2014 | Andrei Istrățescu            | Romain Édouard      | Alberto David          |
| 2015 | Andrij Sumez                 | Loek van Wely       | Igor Khenkin           |
| 2016 | Sébastien Feller             | Christopher Noe     | Romain Édouard         |
| 2017 | Vitaly Kunin                 | Andrij Sumez        | Felix Levin            |
| 2018 | Felix Levin                  | Christian Bauer     | Andrij Sumez           |
| 2019 | Alberto David                | Sébastien Feller    | Christopher Noe        |
| 2023 | Evgeny Agrest                | Erik van den Doel   | Felix Levin            |
| 2024 | Petro Holubka                | Matthew Turner      | Dieter Morawietz       |